# 青葉久美
青葉 久美（あおば くみ　1963年〈昭和38年〉5月17日 - ）は、1980年代前半期に活躍した日本の元タレント、歌手。東京都日野市出身。かつての所属事務所は「ICIエンタープライズ」。本名、入野 久美子、所属していたレコード会社はポリドール。

## 来歴・人物
東京都立代々木高等学校卒業。公称していたサイズは、身長154cm、B78cm、W57cm、H83cm（1981年当時）。
小さい頃から歌ったり、人前で何かすることが好きで、小学生の頃からモダンダンス、ジャズダンスを習う。またジャズの音楽そのものも好きで、好きなジャズミュージシャンは渡辺貞夫。これらのダンスの特技が買われて芸能界入り。しかし最初はアイドルという存在もわからなかったという。
1980年10月 - 1981年2月放送のTBSのテレビドラマ『俺んちものがたり!』出演でデビュー。フジテレビ系列のテレビドラマ『ただいま放課後』で1981年1月からの第3シリーズ（生徒・フミ 役）で初レギュラー出演。1982年5月1日発売のシングル『恋はティニィ・ウィニィ』で歌手デビュー。
将来の夢はミュージカルスターで、目標は木の実ナナの「ショーガール」のように、そして大好きなチャップリンのようにミュージカル映画を自分で作って自ら演じることだったという。「チャップリンのように、哀しみも出せるコメディもやれたら」とも話している。
特技はジャズダンス、タップダンス、クラシックバレエ。趣味はドライブ、観葉植物。子供の頃はずっと「絶対ウルトラマンになれると信じていた」と話していたことがある。顔はたれ目が特徴であった。

## ディスコグラフィ

### シングル
- 恋はティニィ・ウィニィ（ポリドール、1982年5月1日発売　EP:7DX-1165）
  - A面：「恋はティニィ・ウィニィ」 作詞：売野雅勇／作曲：小杉保夫／編曲：大谷和夫
  - B面：「夢のスターダスト・ボーイ」 作詞：売野雅勇／作曲：小杉保夫／編曲：大谷和夫

## 出演

### テレビ
- たのきん全力投球! （TBS）- レギュラー格出演[7][9]
- オレたちひょうきん族 （フジテレビ）- 『ひょうきんベストテン』- 薬師丸ひろ子役で出演[8]。

### テレビドラマ
- ただいま放課後 （フジテレビ）- 第3シリーズ（1981年1月～3月）、フミ（生徒）役
- 月曜ドラマランド『長谷川町子の意地悪クッキー いたずらワンワンとワンパク3つ子が大混線』（フジテレビ）- 1983年5月